# Mona Fastvold
Mona Fastvold (7 de março de 1986) é uma cineasta e atriz norueguesa. Ela é conhecida por dirigir os filmes dramáticos The Sleepwalker (2014) e The World to Come (2020). Ela também dirigiu videoclipes para vários músicos, principalmente seu ex-marido Sondre Lerche.

## Carreira
Fastvold coescreveu o roteiro de The Childhood of a Leader e a história de Vox Lux com Brady Corbet, que dirigiu ambos os filmes.
Fastvold teve um papel secundário em The Other Woman.
Em 2020, Fastvold dirigiu uma adaptação do conto de Jim Shepard, The World to Come, para um filme de mesmo nome, estrelado por Katherine Waterston e Vanessa Kirby.

## Vida pessoal
Em 2005, Fastvold se casou com o músico Sondre Lerche. Eles se divorciaram em 2013. Desde 2012, Fastvold está em um relacionamento com o ator e diretor Brady Corbet, que ela conheceu no set de The Sleepwalker. A filha deles nasceu em 2014.

## Filmografia

### Como atriz
Cinema
| Ano  | Filme           | Papel      | Notas                            |
| ---- | --------------- | ---------- | -------------------------------- |
| 2003 | Capo Nord       |            |                                  |
| 2008 | Fault Lines     | Helen      | Curta-metragem                   |
| 2009 | The Other Woman | Sonia      | como Mona Lerche                 |
| 2009 | Snapshots       | Eve        | Curta-metragem; como Mona Lerche |
| 2011 | Match           | Jacqueline | Curta-metragem; como Mona Lerche |
| 2013 | The Thing Is    | Rachel     | Curta-metragem                   |
| 2018 | Vox Lux         |            |                                  |

Televisão
| Ano  | Série       | Papel       | Notas        |
| ---- | ----------- | ----------- | ------------ |
| 1997 | Asylet      | Gry         | 1 episódio   |
| 1998 | Nini        | Vibeke      | 1 episódio   |
| 1999 | Smørøyet    |             | 1 episódio   |
| 2006 | Hotel Cæsar | Daphne Flaa | 65 episódios |
| 2020 | Homemade    |             | 1 episódio   |

### Como cineasta
| Ano  | Título                    | Notas                                                               |
| ---- | ------------------------- | ------------------------------------------------------------------- |
| 2014 | The Sleepwalker           | Cineasta, co-roteirista (com Brady Corbet)                          |
| 2015 | The Childhood of a Leader | Co-roteirista (com Brady Corbet), co-produtora                      |
| 2018 | Vox Lux                   | Co-roteirista (com Brady Corbet)                                    |
| 2019 | The Mustang               | Co-roteirista (com Laure de Clermont-Tonnerre e Brock Norman Brock) |
| 2020 | The World to Come         | Cineasta                                                            |
| 2023 | The Crowded Room          | Diretora (3 episódios)                                              |
| 2024 | The Brutalist             | Co-roteirista (com Brady Corbet)                                    |
| TBA  | Ann Lee                   | Diretora e roteirista                                               |